# Marek Maciejewski
Marek Maciejewski (* 6. Juni 1977 in Toruń) ist ein ehemaliger polnischer Radrennfahrer.
Marek Maciejewski begann seine Karriere im Jahr 2000 bei dem Radsportteam Atlas Lukullus. In seinem ersten Jahr gewann er das Zeitfahren der Wyscig Dookola Mazowska. Ein Jahr später entschied er eine Etappe bei der Marokko-Rundfahrt für sich. 2002 wechselte er zu Servisco-Koop und zwei Jahre später zur Grupa PSB. 2005 feierte er seine größten Erfolge. Er gewann Rund um die Braunkohle und den Memoriał Henryka Łasaka.

## Erfolge
2005
- Neuseen Classics – Rund um die Braunkohle
- Memoriał Henryka Łasaka

## Teams
- 2000 Atlas Lukullus
- 2001 Atlas-Ambra
- 2002 Servisco-Koop
- 2003 Servisco-Koop
- 2004 Grupa PSB Kreisel
- 2005 Grupa PSB

- 2007 Weltour